# Чет Аткінс
Честер (Чет) Бертон Аткінс (Еткінс, англ. Chester Burton «Chet» Atkins; 20 червня 1924, Лютрелле, Теннессі, США — 30 червня 2001) — впливовий американський гітарист, продюсер і звукорежисер, один із засновників стилою гри на гітарі фінгерстайл.
Техніка гри склалася під впливом Мерла Тревіса, Джанго Рейнарта, Джорджа Барнеса і Леса Пола, і принесла популярність у США, а згодом і в усьому світі.
Продюсував записи Перрі Комо, Елвіса Преслі, Едді Арнольда, Дона Гібсона, Джима Рівеса, Джеррі Ріда, Скітер Девіс, Конні Сміт, Вейлона Дженнінгса та інших.